# Торговые ряды (Мстиславль)
Торговые ряды (бел. Гандлёвыя рады) — исторический комплекс зданий в городе Мстиславле Могилёвской области Белоруссии, памятник эклектической архитектуры начала 20-го века. В ансамбле торговых рядов использованы элементы стилей модерна и неоклассицизма. Торговые ряды располагаются в зоне исторического центра города по адресу: ул. Калинина, 27 и Пироговская, 5. Входят в Государственный список историко-культурных ценностей Республики Беларусь.

## История
В 17-м веке, когда Мстиславль достиг пика своего развития, здесь было много торговых лавочек евреев. Однако в конце 19-го века произошёл большой пожар и их деревянные постройки сгорели. На их месте в начале XX века были возведены каменные торговые ряды.
В конце 1960-х — начале 1970-х годов часть торговых рядов пришла в негодность, и за ненадобностью их снесли при строительстве нового Дома культуры.
Археологические раскопки на территории торговых рядов проводились в 1980-е годы. В 2015 году проводились частичные химико-технологические исследования.
Постановлением Совета Министров Республики Беларусь от 14 мая 2007 года торговые ряды внесены в Государственный список историко-культурных ценностей Республики Беларусь как историко-культурная ценность регионального значения.

## Архитектура
Торговые ряды в Мстиславле представляют собой одноэтажные прямоугольные в плане здания, соединённые между собой. Главные фасады выходят на Пироговскую, Красную и Комсомольскую улицы. В архитектурном декоре использованы пояса с сухариками, аттики, аркатурные пояски. Наружные стены расчленены плоскими лопатками, прорезаны прямоугольными окнами без наличников.

## Современное состояние
Нынешнее состояние объекта удовлетворительное. Сегодня в некоторых зданиях торговых рядов располагаются современные магазины, покрашенные в белый и ярко-розовый цвет, другие здания пустуют. Здания принадлежат разным владельцам. Большинство зданий, составляющих ансамбль торговых рядов, находится на балансе Мстиславского районного исполнительного комитета, остальные — арендуются различными частными предпринимателями.